# Кореопсис Райта
Кореопсис Райта (лат. Coreopsis wrightii) — вид травянистых растений рода Кореопсис (Coreopsis) семейства Астровые (Asteraceae), растёт на юге США.

## Название и номенклатура
Кореопсис Райта назван в честь американского ботаника Чарльза Райта (англ. Charles Wright, 1811—1885), исследовавшего флору всего мира и собравшего особенно большие коллекции растений Техаса, Кубы и своего родного штата Коннектикут.
Некоторые классификаторы рассматривают кореопсис Райта как подвид Coreopsis basalis, однако попытки гибридизации показывают, что это два отдельных вида, хотя виды обладают большой морфологической схожестью.

## Ботаническое описание
Кореопсис Райта — однолетнее травянистое растение высотой 50 см. Наиболее близкий вид — Coreopsis basalis.
Листья трёхдольчатые, альтернативно расположены вдоль стебля.
Цветки — жёлтого цвета с тёмно-красным диском.
Плод — семянка.

## Ареал и местообитание
Растёт на юге США, встречается в штатах Техас, Оклахома и Нью-Мексико. Интродуцирован и натурализовался в Калифорнии  Произрастает на песчаных и каменистых почвах.